# مناطق اسرائیل

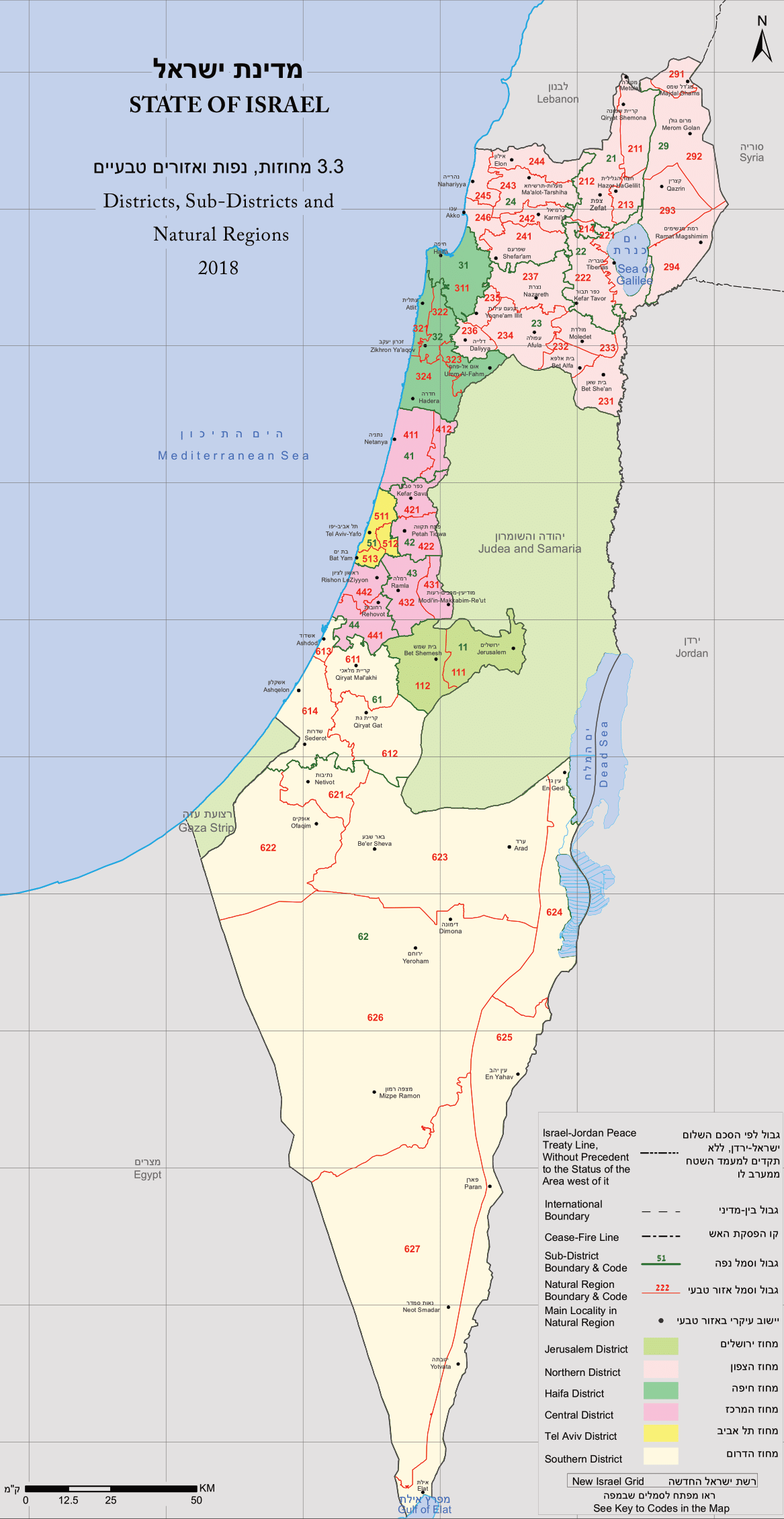
مناطق، نواحی فرعی و نواحی طبیعی کشور اسرائیل، ۲۰۱۸

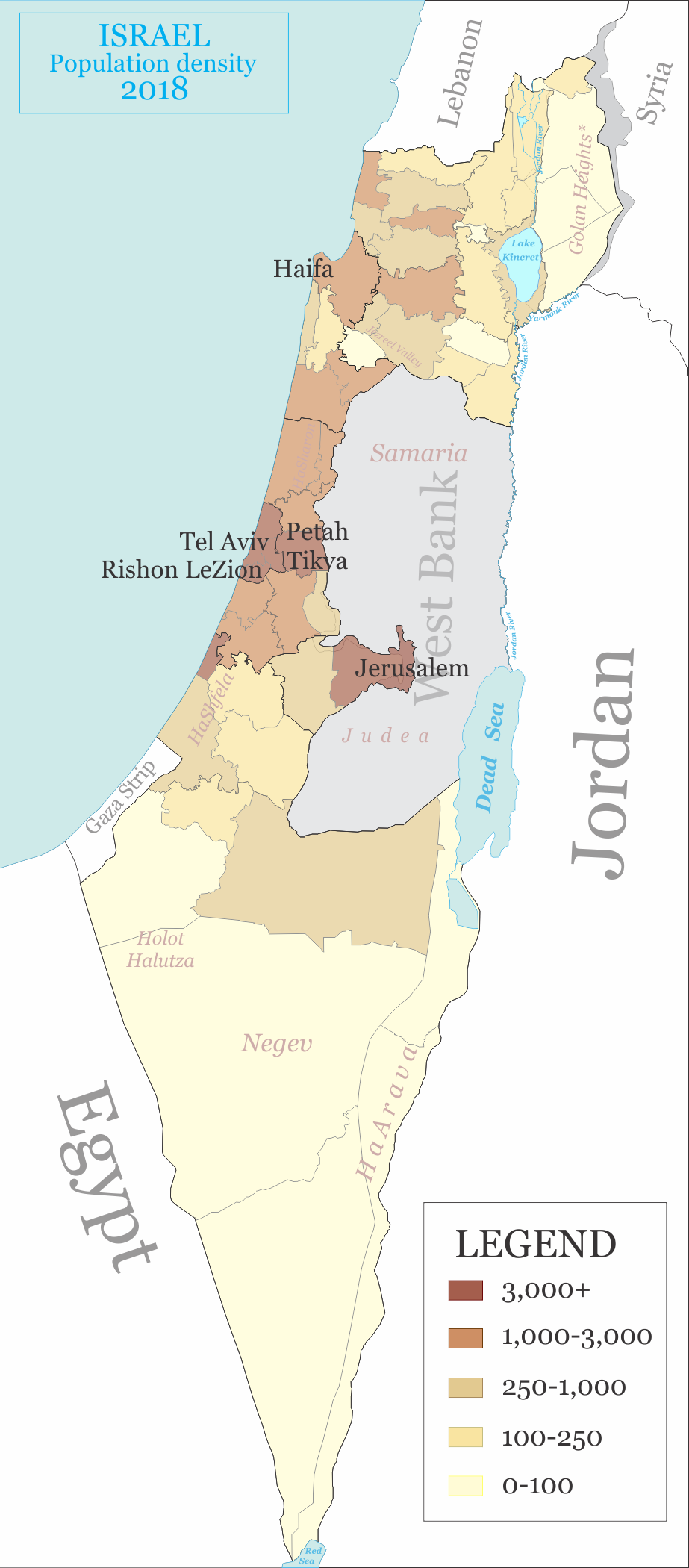
تراکم جمعیت بر اساس منطقه طبیعی، ناحیه فرعی و ناحیه در سال ۲۰۱۸ (ضخامت مرز نشان دهنده ردیف بالاتر است).

کشور اسرائیل به هفت منطقه (به عبری: מחוזות محوزوت، جمع محوز) (به عربی: مناطق اسرائیل) و ۱۵ بخش (به عبری: נפות نافوت، جمع نافا) تقسیم می‌شود که یکی از مناطق آن (منطقه یهودا و سامره) تحت اشغال و از لحاظ بین‌المللی به رسمیت شناخته نشده‌است.

## منطقه اورشلیم
مساحت این منطقه حدود ۲۸۰۳۳ کیلومترمربع می‌باشد.

## منطقه یهودا و سامره
یهودا و سامره (در عبری: מחוז יהודה ושומרון تلفظ: محوز یهودا و شومرون) نام تاریخی سرزمینی است که اکنون با نام «کرانه باختری» شناخته شده‌است. هرچند در اسرائیل از نام عبری و تاریخی آن (یهودا و سامره) به عنوان هفتمین منطقه اسرائیل استفاده می‌شود. بزرگ‌ترین شهر آن مودیعین عیلیت است. یهودا و سامره دارای ۲۶۰٬۸۰۰ شهروند اسرائیلی است.
سازمان ملل متحد، یهودا و سامره را به عنوان هفتمین منطقه اسرائیل به رسمیت نمی‌شناسد.